# Montmartre

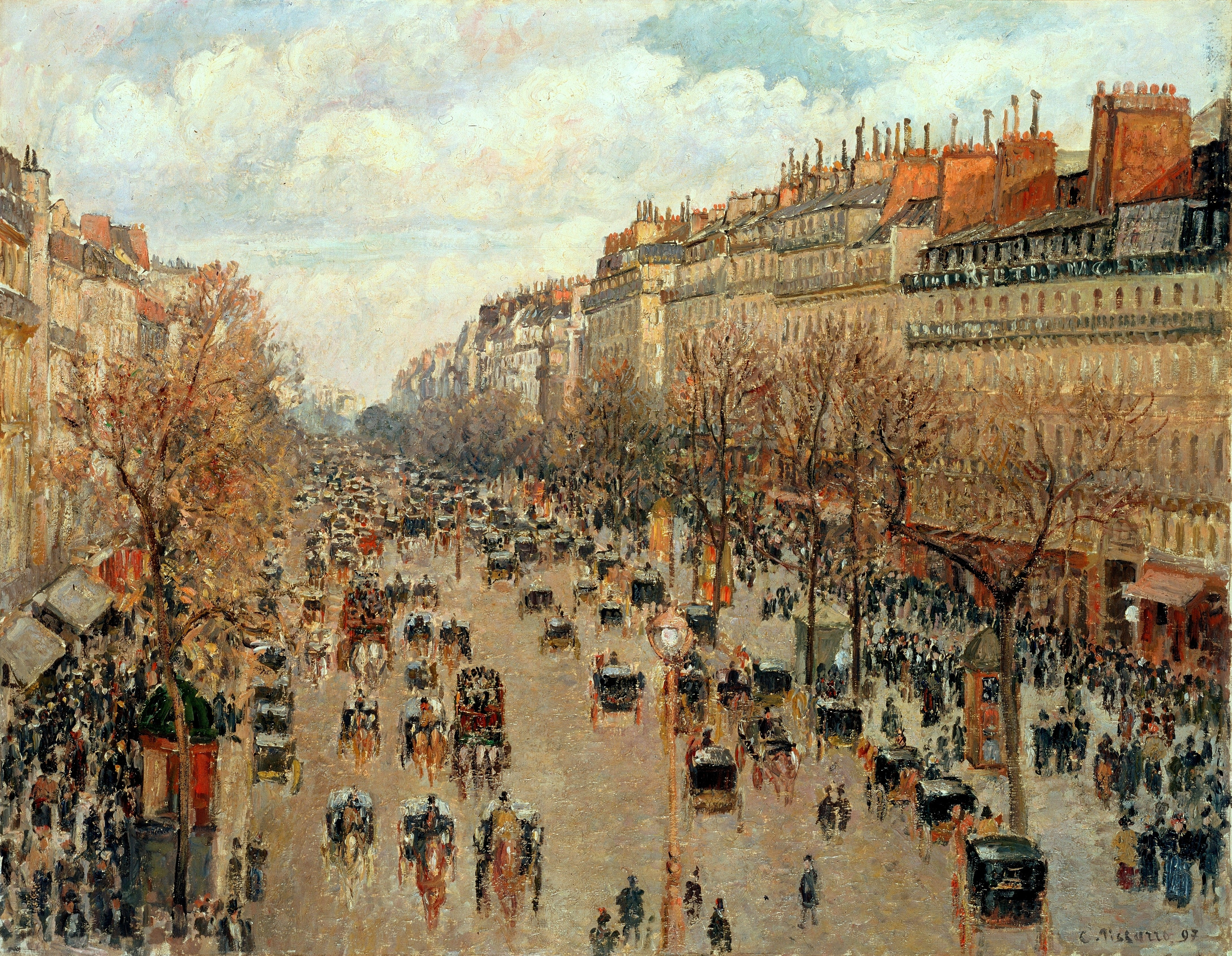
Boulevard Montmartre. (1897), pintura de Camille Pissarro del bulevard que condueix a Montmartre vist des de la finestra de la seua habitació.

Montmartre és un tossal de 130 m d'altitud, al nord de París situat al divuitè districte, una part del marge dret del riu Sena. Fonamentalment conegut per la cúpula blanca de la Basílica del Sacré Cœur, situada al cim del tossal, i per ser un barri d'animada vida nocturna. Altra església, més vella, de Montmartre és Saint Pierre de Montmartre, de la qual que se'n diu que és el lloc on va ser fundada la Companyia de Jesús. Molts artistes han tingut els seus estudis a Montmartre, com ara Salvador Dalí, Claude Monet, i Picasso.

## Nom
Montmartre, que significa 'mont del martiri'; deu el seu nom al martiri de Sant Dionís, que va ser decapitat al tossal al voltant de l'any 250. Sant Dionís era Bisbe de París i és el Sant patró de França.
Hom creu que el simbolisme religiós del tossal és fins i tot més antic, i s'ha suggerit que va ser un lloc sagrat per als druides a causa del seu elevat emplaçament respecte a la resta de la zona.

## Seglexix
Quan Napoleó III i el seu urbanista, el Baró Haussmann van planejar fer de París la ciutat més bella d'Europa, la primera decisió va ser la de concedir grans parcel·les de terreny prop del centre als amics de Haussmann i als inversors. Això va provocar el trasllat dels habitants originals d'aquests barris cap als barris situats als afores: Clichy, La Villette, i també al tossal de Montmartre, amb una vista completa de la ciutat.
Atès que el barri Montmartre es trobava fora dels límits de la ciutat, exempt dels impostos de París, i sense dubte també perquè les monges locals elaboraven vi, aviat va esdevenir una popular zona de tavernes. A les acaballes del Segle XIX i principis del Segle XX va esdevenir un centre de negocis marginals i d'entreteniment decadent.
Al popular cabaret Moulin Rouge, i en Le Chat Noir, era fàcil trobar artistes, cantants i actors com ara Yvette Guilbert, Marcelle Lender, Aristide Bruant, La Goulue, Georges Guibourg, Mistinguett, Fréhel, Jane Avril o Damia.
La Basílica del Sacré Cœur va ser edificada entre 1876 i 1912 mitjançant subscripció pública i com a gest d'expiació per la desfeta de 1871 en la Guerra Franco-Prussiana. La seua cúpula blanca és un dels símbols visibles de la ciutat, i tot just davall d'ella els artistes encara es col·loquen cada dia entre les taules i les ombrel·les de colors de la Place du Tertre.
A l'inici de la seua carrera política, el futur home d'estat francès Georges Clemenceau (1841-1929) va ser alcalde de Montmartre.

## Punt de reunió dels artistes

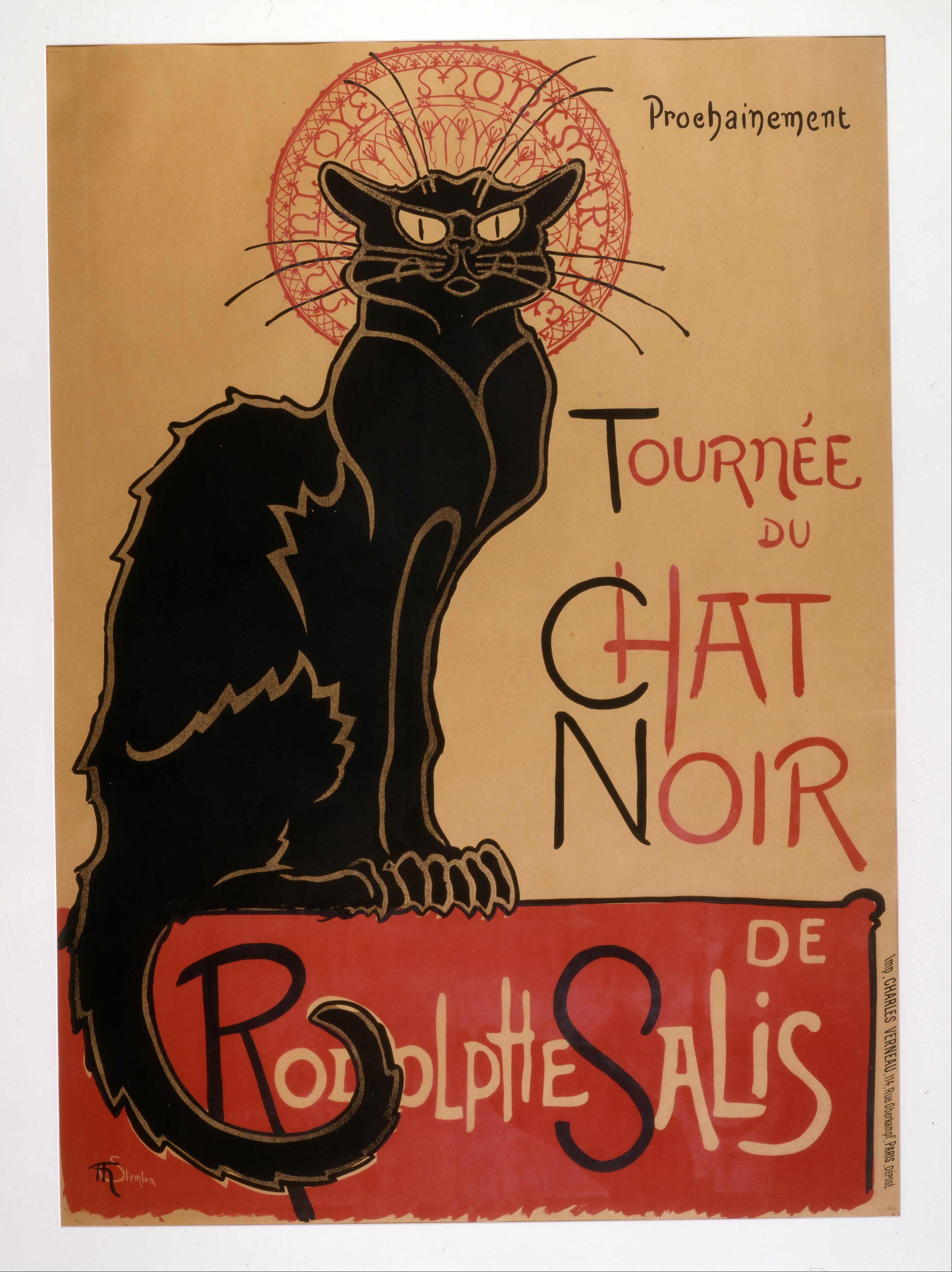
Famós anunci de Théophile Steinlen per a la gira del cabaret Le Chat Noir

A mitjan segle xix, artistes com Johan Jongkind i Camille Pissarro es van traslladar a viure a Montmartre. Cap a la fi del segle, Montmartre i el seu corresponent en el marge esquerre del riu Sena, Montparnasse, esdevingueren els principals centres artístics de París.
Pablo Picasso, Amedeo Modigliani, i altres artistes bohemis van viure i treballar en comuna, en un edifici anomenat Le Bateau-Lavoir durant els anys 1904-1909.
S'hi van constituir alguns moviments artístics com ara Les Nabis i els Incoherents. Molts artistes, com ara Vincent van Gogh, Pierre Brissaud, Alfred Jarry, Jacques Villon, Raymond Duchamp-Villon, Henri Matisse, André Derain, Suzanne Valadon, Pierre-Auguste Renoir, Edgar Degas, Maurice Utrillo, Toulouse-Lautrec, Théophile Steinlen hi van treballar i en van treure inspiració.

## Montmartre contemporani

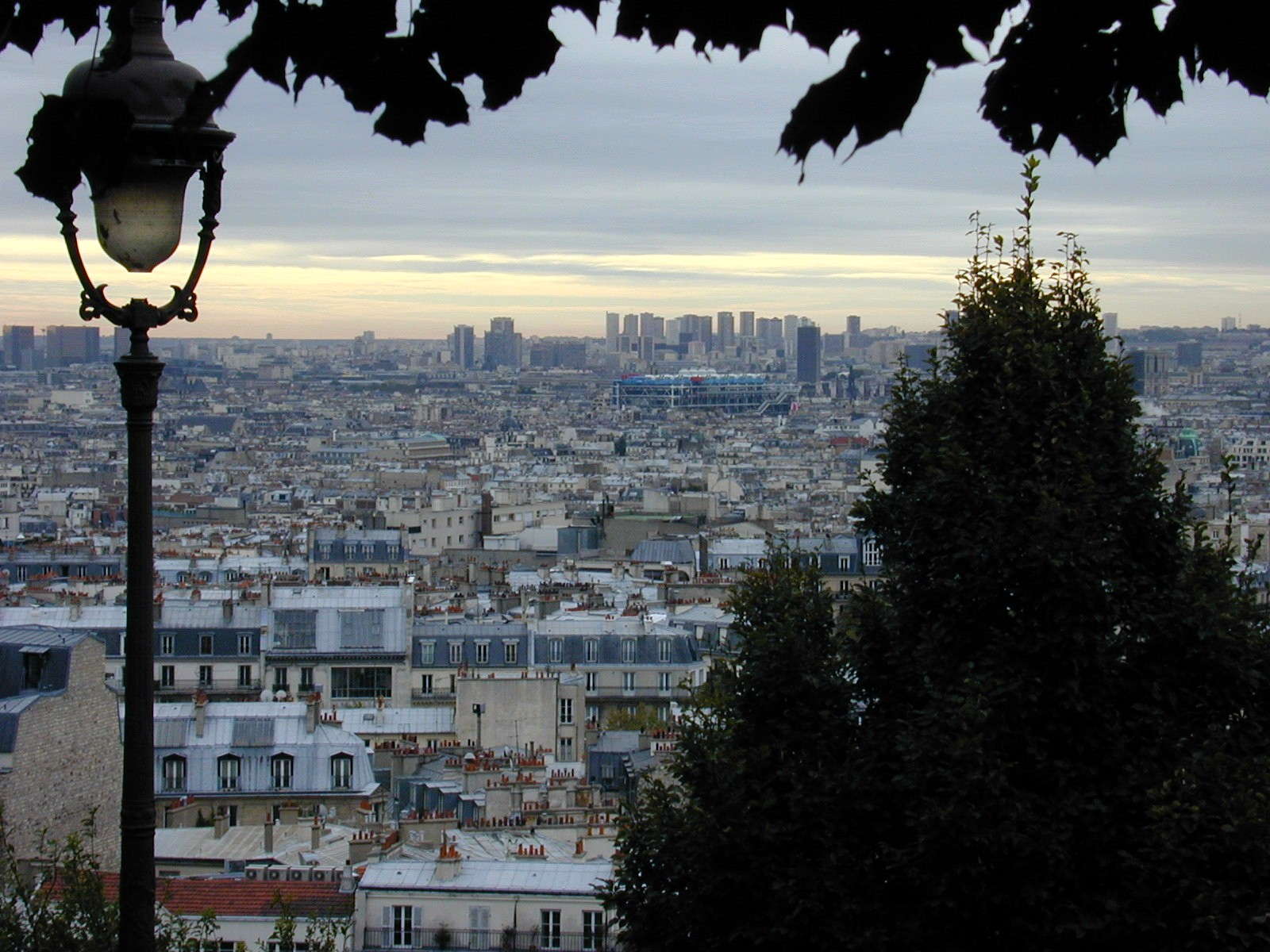
Vista des del tossal mirant cap al Centre Georges Pompidou

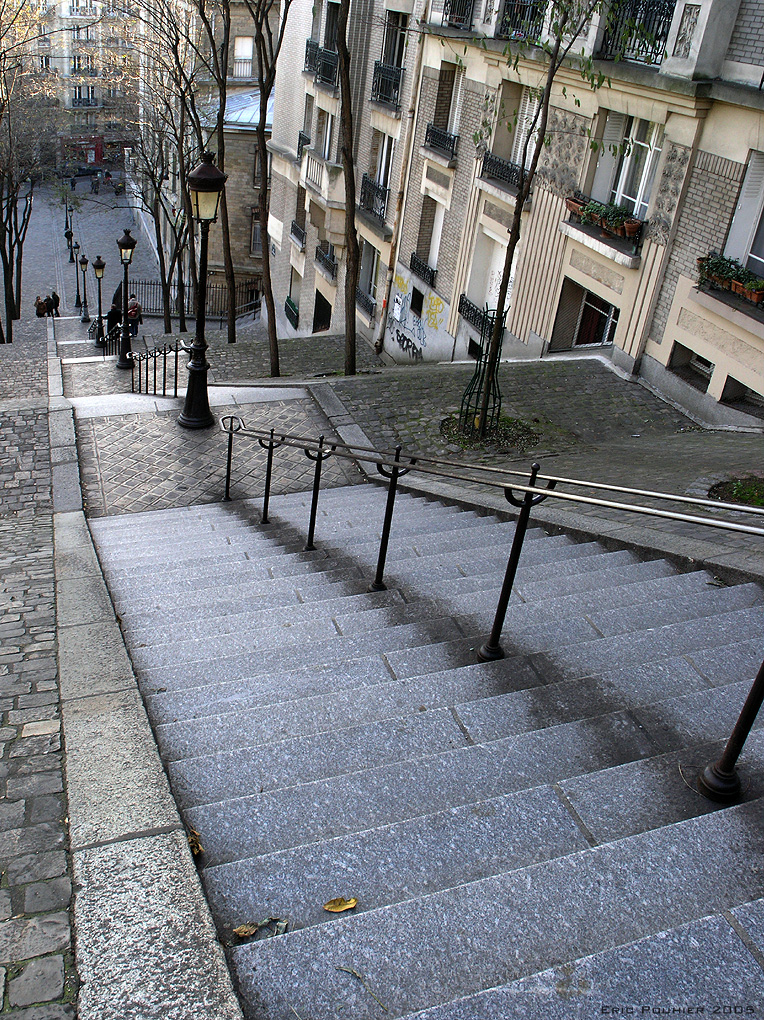
Les famoses escales

A La Bohème (1965), potser la cançó més coneguda del popular cantautor Charles Aznavour, un pintor evoca els seus anys de joventut a un Montmartre que ha deixat d'existir:
Je ne reconnais plus
Ni les murs, ni les rues
Qui ont vu ma jeunesse
En haut d'un escalier
Je cherche l'atelier
Dont plus rien ne subsiste
Dans son nouveau décor
Montmartre semble triste
Et les lilas sont morts
Ja no reconec
ni els murs, ni els carrers
que han vist la meua joventut.
Al capdamunt d'una escala
cerque el taller
del qual no queda res.
En el seu nou decorat
Montmartre sembla trist
i les liles han mort.
La cançó és un comiat a tot allò que, segons Aznavour, van representar els darrers dies de Montmartre com un lloc d'activitat artística bohèmia.
El Museu de Montmartre es troba en la casa del pintor Maurice Utrillo, on va treballar en l'estudi del segon pis. La mansió en el jardí que hi queda d'espatles és l'hotel més antic de Montmartre, i un dels seus primers propietaris va ser Claude Roze, també conegut com a Roze de Rosimond, qui la va comprar l'any 1680. Roze va ser actor, i com el seu predecessor Molière també va morir sobre l'escenari. La casa va ser la primera de Pierre-Auguste Renoir a Montmartre, i molts altres van viure-hi posteriorment.
Al mateix cim del tossal es troba l'Espace Dalí, on hi ha una mostra de l'obra surrealista del pintor Salvador Dalí. Prop d'ací, durant nit i dia, els turistes visiten les curiositats, com els artistes en la Place du Tertre i el cabaret del Lapin Agile. Molts artistes reconeguts estan soterrats al Cementiri de Montmartre i al Cementiri Saint-Vincent.
La pel·lícula Amélie transcorre en una versió extremadament pintoresca del Montmartre contemporani.
Montmartre és un districte designat oficialment com 'històric', el que suposa la limitació del desenvolupament amb l'objectiu de preservar el seu caràcter patrimonial.
Un tramvia funicular, el Funiculaire de Montmartre, gestionat per RATP, ascendeix el tossal pel vessant sud, mentre que l'autobús de Montmartre hi puja en cercles.
Davall del tossal, vers el sud-est es troba el barri de Pigalle. Aquesta zona és molt coneguda per la seua gran varietat de sex shops i prostitutes. També hi ha un gran nombre de botigues especialitzades en instruments de música rock, així com sales per a concerts d'aquest tipus de música.